# 13156 Mannoucyo
13156 Mannoucyo eller 1995 SP3 är en asteroid i huvudbältet som upptäcktes den 20 september 1995 av de båda japanska astronomerna Kazuro Watanabe och Kin Endate vid Kitami-observatoriet. Den är uppkallad efter den japanska staden Mannoucyo.